# Airco DH.5
Airco DH.5 là một loại máy bay tiêm kích của Anh trong Chiến tranh thế giới I, được thiết kế nhằm thay thế cho loại Airco DH.2 lỗi thời.

## Quốc gia sử dụng
Úc
- Quân đoàn Không quân Australia

 Anh Quốc
- Quân đoàn Không quân Hoàng gia

## Tính năng kỹ chiến thuật
Dữ liệu lấy từ British Aeroplanes 1914–18
Đặc điểm tổng quát
- Tổ lái: 1
- Chiều dài: 22 ft 0 in (6,71 m)
- Sải cánh: 25 ft 8 in (7,83 m)
- Chiều cao: 9 ft 1½ in (2,78 m)
- Diện tích cánh: 212,1 ft² (19,7 m²)
- Trọng lượng rỗng: 1.010 lb (459 kg)
- Trọng lượng có tải: 1.492 lb (676 kg)

 Hiệu suất bay 
- Vận tốc cực đại: 102 mph (89 knot, 164 km/h) trên độ cao 10.000 ft (3.050 m)
- Thời gian bay: 2 giờ 45 phút
- Trần bay: 16.000 ft (4.78 m.)
- Lên độ cao 10.000 ft (3.050 m): 12 phút 25 s
- Lên độ cao 15.000 ft (4.570 m): 27 phút 30 s

Trang bị vũ khí

- Súng: 1 × Súng máy Vickers 0.303 in (7,7 mm)
- Bom: 4 quả bom 25 lb (10 kg)